# Louise Corcoran
Louise Mary Elizabeth Corcoran (* 30. Juli 1979 in Waitakere City, Auckland) ist eine neuseeländische Skeletonpilotin.

## Leben
Corcoran begann 1993 aufgrund eines Aufrufes von Bruce Sandford mit dem Skeletonsport. An der University of Otago wird sie zur Helikopter-Pilotin ausgebildet. Ihr Trainer ist Tim Nardiello, zudem Bev Petersen für den Sprint und Jon Turnbull fürs Krafttraining. Ihr internationales Debüt gab sie im November 2000 als 16. in einem America’s-Cup-Rennen in Calgary. Im Februar 2001 startete sie erstmals in Park City im Skeleton-Weltcup, wo sie 22. wurde. An ihren ersten Weltmeisterschaften nahm Corcoran 2003 in Nagano teil. Dort belegte sie den 16. Platz. Im Januar 2005 wurde sie, obwohl Neuseeländerin, Österreichische Meisterin. Im selben Monat startete sie bei der Universiade, wo sie den achten Rang belegte. Im Januar 2006 trat sie bei den britischen Meisterschaften an und gewann die Silbermedaille. Bei den Olympischen Spielen 2006 von Turin erreichte Corcoran mit dem 12. Rang eine ihrer besten Platzierungen. Zur Saison 2007/08 startete sie im neu geschaffenen Skeleton-Intercontinentalcup. In Park City und Calgary gewann sie jeweils ein Rennen und belegte am Ende den ersten Platz in der Gesamtwertung der Rennserie.